# Pseudoacanthocephalus
Pseudoacanthocephalus is een geslacht van haakwormen uit de familie Echinorhynchidae. De wetenschappelijke naam van het geslacht werd voor het eerst geldig gepubliceerd in 1958 door Petrochenko.

## Soorten
- Pseudoacanthocephalus betsileo Golvan, Houin & Bygoo in Golvan, 1969
- Pseudoacanthocephalus bufonicola (Kostylew, 1941)
  - = Acanthocephalus bufonocola Kostylew, 1941
- Pseudoacanthocephalus bufonis (Shipley, 1903)
  - = Echinorhynchus bufonis Shipley, 1903
- Pseudoacanthocephalus coniformis Amin, Heckmann & Ha, 2014
- Pseudoacanthocephalus paratiensis Bhattacharya, 2000
- Pseudoacanthocephalus rauschi Gupta & Fatma, 1986
- Pseudoacanthocephalus reesei Bush, Duszynski & Nickol, 2009
- Pseudoacanthocephalus shillongensis Bhattacharya, 1999

### Nomen nudum
- Pseudoacanthocephalus crawfordi Baylis, 1933